# Steam (gruppo musicale)
Gli Steam sono stati un gruppo musicale statunitense, rimasto celebre per il loro singolo d'esordio Na Na Hey Hey Kiss Him Goodbye che raggiunse il primo posto della Billboard Hot 100.

## Storia
I membri fondatori, Paul Leka, Gary DeCarlo e Dale Frashuer, facevano parte del gruppo blues The Glenwoods (noto in seguito come The Chateaus) durante i primi anni '60: durante la loro esperienza con i Glenwoods scrissero un brano dal titolo Kiss Him, Goodbye, che non venne tuttavia pubblicato. Scioltosi il gruppo, nel 1969 Leka e DeCarlo iniziarono a lavorare per la Mercury Records, con la quale registrarono alcune canzoni che l'etichetta aveva apprezzato al tal punto di volerli commercializzarli. In mancanza di una B-side per il singolo Sweet Laura Lee, Leka e DeCarlo recuperarono quindi il progetto di Kiss Him, Goodbye, coinvolgendo anche Frashuer: ne uscì fuori Na Na Hey Hey Kiss Him Goodbye.
Il brano, sebbene previsto come lato B, iniziò a ricevere notevole attenzioni in alcune radio della Georgia: a questo punto la Mercury, tramite la sua associata Fontana, decise di distribuire 100 000 copie al fine di incrementare le vendite e gli autori furono accreditati come Steam. La canzone entrò così nella Billboard Hot 100, arrivando al numero uno nel dicembre 1969 e conseguendo poi successo planetario nei primi mesi del 1970. Nel frattempo Leka, DeCarlo e Frashuer diedero vita alla band, ingaggiando il batterista Paul Plancon e il chitarrista David Chester: insieme pubblicarono l'album di debutto, intitolato Steam. Tuttavia, dopo alcuni concerti e apparizioni televisive, il progetto si sciolse per dare spazio alla carriera dei singoli membri.
Paul Leka, cimentatosi sulla scrittura di canzoni, morì nel 2011 a 68 anni per un cancro. Stessa sorte toccò a Gary DeCarlo, scomparso nel 2017.

## Discografia

### Album in studio
- 1970 – Steam

### Singoli
- 1969 – Na Na Hey Hey Kiss Him Goodbye
- 1970 – I've Gotta Make You Love Me
- 1970 – I'm The One Who Loves You/What I'm Saying Is True